# Сальвадор на летних Олимпийских играх 1988
Сальвадор принимал участие в Летних Олимпийских играх 1988 года в Сеуле (Корея) в четвёртый раз за свою историю, но не завоевал ни одной медали. Сборная состояла из 5 мужчин и 1 женщины.